# Dansk Borgerværn
Dansk Borgerværn eller Sydhavnsbataillonen var en dansk modstandsgruppe under 2. Verdenskrig på ca. 120 medlemmer. Gruppen var involveret i illegalt arbejde, men ikke sabotage. Gruppen blev stiftet i 1943 og opløst igen efter krigens afslutning. Officeren Georg Asmussen var medstifter og næstkommanderende i gruppen.